# Lisle-en-Rigault
Lisle-en-Rigault település Franciaországban, Meuse megyében. Lakosainak száma 465 fő (2022. január 1.). Lisle-en-Rigault Trois-Fontaines-l’Abbaye, Baudonvilliers, Robert-Espagne, Saudrupt, Sommelonne, Trémont-sur-Saulx és Ville-sur-Saulx községekkel határos.

## Népesség
A település népességének változása:
| Lakosok száma | 627  | 607  | 609  | 537  | 509  | 487  | 481  | 477  | 475  | 465  |
|               | 1968 | 1982 | 1990 | 2006 | 2013 | 2015 | 2017 | 2019 | 2020 | 2022 |